# Illimani
Illimani (aymara för "gyllene örnen") är det högsta berget i bergsområdet Cordillera Real i de bolivianska Anderna. Det ligger strax söder om La Paz i den östra kanten av Altiplano. Det är med sina 6 438 meter över havet det näst högsta berget i Bolivia, efter Nevado Sajama, och det 18:e högsta berget i Sydamerika. Snögränsen går vid 4 570 meter och glaciärer finns på den norra sidan från 4 983 meter. Berget har fyra huvudtoppar där den södra, Nevado Illimani, är ett populärt mål för bergsklättrare. Illimani kan ses från La Paz.
Geologoskt består Illimani i huvudsak av granodiorit som under kenozoikum blandade sig med de sedimentära bergarter som bildar Cordillera Reals beståndsdelar.
Det första kända försöket att bestiga Illimani gjordes 1877 av C. Wiener, J. de Grumkow och J. C. Ocampo. De misslyckades med att nå toppen men kom till en sydostlig undernivå. 1898 gjorde britten William Martin Conway och två schweiziska guider, A. Maquignaz och L. Pellissier, den första kända bestigningen av toppen, åter igen från sydost. De hittade ett aymaranskt rep på över 6 000 meters höjd, så tidigare försök att nå toppen kan inte uteslutas.
Den vanligaste vägen att ta sig upp till toppen är via den västra kanten på huvudtoppen. Den vägen användes för första gången 1940 av tyskarna R. Boetcher, F. Fritz och W. Kühn.